# Hexatoma (Eriocera) argentina
Hexatoma (Eriocera) argentina is een tweevleugelige uit de familie steltmuggen (Limoniidae). De soort komt voor in het Neotropisch gebied.